# Kaspar Villiger
Kaspar Villiger (5 de Fevereiro de 1941 — ) foi um político da Suíça.

## Carreira política
Em 1 de fevereiro de 1989, foi eleito para o Conselho Federal suíço. É filiado ao Partido Democrático Livre (liberais).
Durante o seu mandato chefiou os seguintes departamentos:
- Departamento Militar Federal (1989 – 1995)
- Secretaria Federal da Fazenda (1996 – 2003)

Foi Presidente da Confederação suíça duas vezes, em 1995 e novamente em 2002.
Em 1995, Kaspar Villiger pediu desculpas por ocasião de uma visita oficial de Dan Culler, que estava internado no campo de internação de Wauwilermoos durante a Segunda Guerra Mundial. Dwight Mears, um oficial do Exército dos EUA, cobriu o pedido de desculpas em sua tese de doutorado de 2012 sobre os internados americanos na Suíça.
Em setembro de 2003, anunciou que renunciaria em 31 de dezembro de 2003.

## Carreira empresarial
Em 2004, tornou-se membro do conselho de administração da Nestlé e da Swiss Re.
Em 15 de abril de 2009, foi eleito Presidente do Conselho do gigante bancário suíço UBS, ocupando este cargo até 3 de maio de 2012. Seu sucessor foi Axel A. Weber.